# Азиатска маскирана сова
Азиатската маскирана сова (Phodilus badius) е вид птица от семейство Забулени сови (Tytonidae).

## Разпространение
Видът е разпространен в цяла Югоизточна Азия и в някои части на Индия.